# Heinrich Engel (Maler)
Heinrich Friedrich Engel (* 18. März 1900 in Rostock; † 23. September 1988 ebenda) war ein deutscher Landschaftsmaler und Zeichner hauptsächlich mecklenburgischer Motive und Stadtansichten.

## Leben und Wirken
Heinrich Engel wurde als jüngerer Sohn des Dekorationsmalermeisters Heinrich (Ludwig) Engel und dessen Frau (Bertha Anna Maria) Emma, geb. Stender, geboren und am 2. Mai 1900 in der evangelisch-lutherischen Kirchengemeinde St. Jacobi in seiner Heimatstadt getauft. Nach dem Besuch der Realschule in Rostock absolvierte er von 1915 bis 1918 eine Lehre zum Dekorationsmaler im väterlichen Geschäft. Er war noch 1918 als Soldat im Ersten Weltkrieg, wobei eine Verletzung zur Schwerhörigkeit führte. Von 1919 bis 1920 folgte ein Studium an der Kunstgewerbeschule in Nürnberg und von 1920 bis 1924 ein Studium an der Staatlichen Akademie für Kunstgewerbe in Dresden bei Alexander Baranowsky (Bühnen- und Dekorationsmalerei), Richard Guhr und die beiden letzten Jahre bei Paul Rößler als Werkstudent. 1925 machte er die Meisterprüfung im Malerhandwerk in Rostock und betrieb hier bis 1960 ein Malergeschäft.
Zum Malen kam er nur in seinen freien Stunden, wobei er sich vorwiegend den Stillleben und Landschaften zuwandte. Rostocker Stadtbilder entstanden zunächst nicht, da Engel sah, dass dieses Feld von Richard Blankenburg, Thuro Balzer, Egon Tschirch, Erich Möller und anderen Malern bereits in unzähligen Motiven festgehalten wurde. Der Mecklenburgischen Künstlervereinigung oder der Vereinigung Rostocker Künstler gehörte er nicht an. Eine engere Freundschaft pflegten Heinrich Engel und seine Frau zu dem Künstlerehepaar Hans Emil und Doris Oberländer. Im Zweiten Weltkrieg wurde er 1939/1940 erneut eingezogen. Heinrich Engel hielt ab 1942 wie viele seiner Künstlerkollegen die Zerstörungen seiner Heimatstadt in zahlreichen Zeichnungen fest. Er war Mitglied der Sektion Bildende Kunst im Kulturbund und später im Verband Bildender Künstler der DDR. Sein Schaffen umfasste die Restaurierung alter Gemälde ebenso wie Grafiken und Gemälde zur Rostocker Chronik, Bilder vom Aufbau Rostocks, der Industrieanlagen, der Werften und des Hafens sowie Landschaftsbilder und Blumenstücke. 1978 erhielt er den Kunstpreis des Rates des Bezirkes Rostock und 1986 wurde ihm die Hans-Grundig-Medaille verliehen. Sein Grabstätte befindet sich auf dem Neuen Friedhof in Rostock (Feld 11-1).

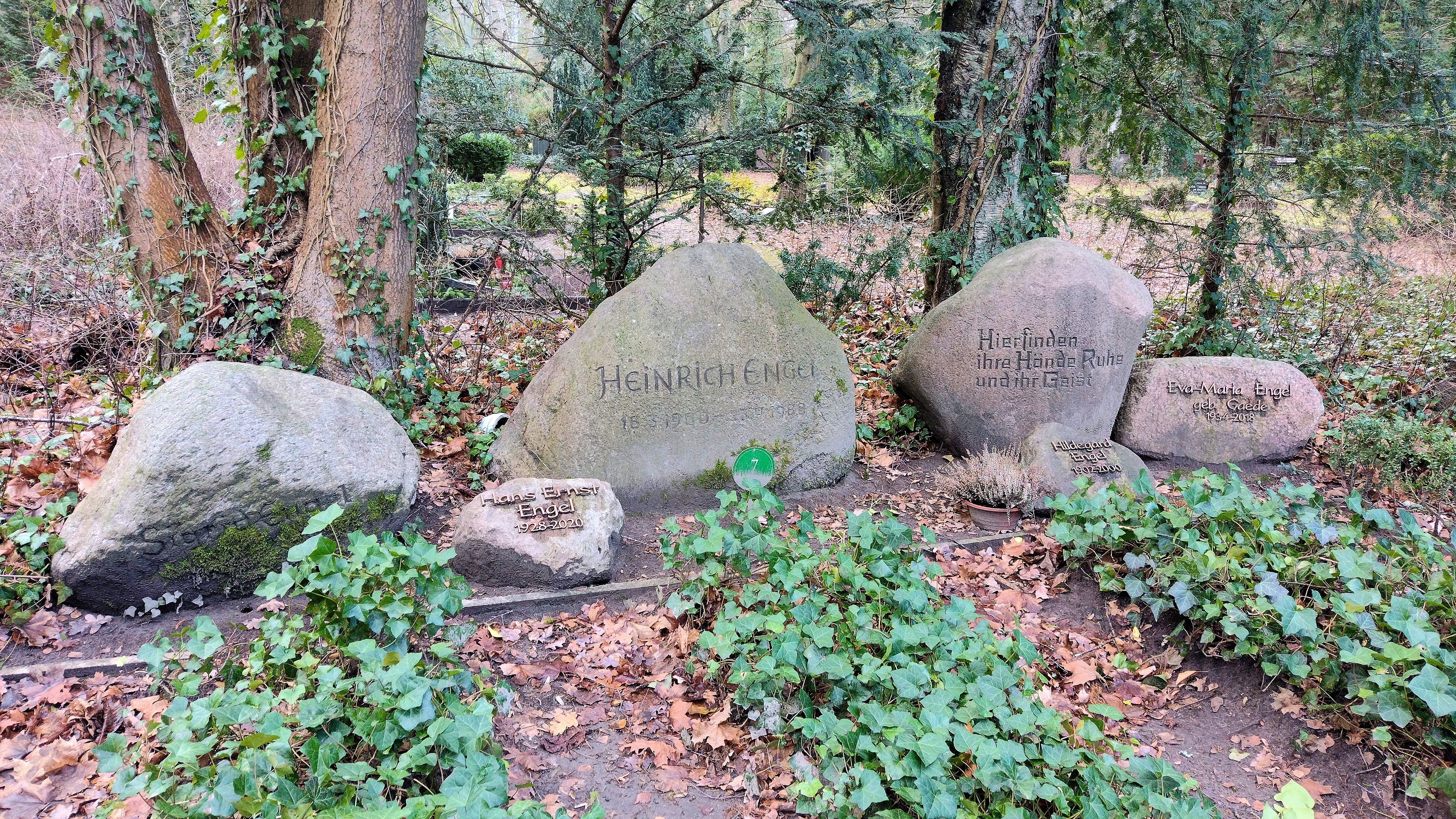
Familiengrab auf dem Neuen Friedhof in Rostock

„Seine große manuelle Geschicklichkeit, seine gründlichen handwerklichen Kenntnisse und sein künstlerisches Einfühlungsvermögen befähigten und veranlaßten ihn, gemeinsam mit dem Kunsthistoriker Prof. Max Lindh die Malweisen einiger alter Meister zu analysieren und zu rekonstruieren. Diese in Fachbüchern publizierten Experimente regten Heinrich Engel zu einigen Blumenbildnissen an, die in der minutiösen Akribie ihrer Details und ihrer Farbenuancierung berühmten holländischen Blumenbildern des 17. Jahrhunderts nicht nachstehen, ohne aber auch deren barock überladenen Kompositionsstil zu übernehmen.“

## Werke (Auswahl)
- Erinnerung an Rostock (Öl/Leinwand, 45 × 55 cm, 1951), ausgestellt 1953 auf der Dritten Deutschen Kunstausstellung, Dresden, Albertinum[7][2]
- Junge Agronomin (Öl, 1952), ausgestellt 1953 auf der Dritten Deutschen Kunstausstellung[8]
- Aufbau der langen Straße (Öl/Leinwand, 70 × 90 cm, 1954/55), ausgestellt 1960 bei den Arbeiterfestspielen in Karl-Marx-Stadt,[9] 1970 im Besitz des Kulturhistorischen Museums Rostock.[2]

## Ausstellungen (Auswahl)
Einzelausstellungen
- 1954: Sonderausstellung gemeinsam mit dem Ahrenshooper Maler Arnold Klünder – Museum der Stadt Rostock
- 1960: Heinrich Engel, Malerei, Grafik. – Museum der Stadt Rostock
- 1970: Heinrich Engel, Rostock: Malerei, Grafik, Keramik. – Kulturhistorisches Museum Rostock
- 1975: Heinrich Engel, Gemälde, Zeichnungen und Aquarelle, zum 75. Geburtstag. – Kunsthalle Rostock
- 1983: Heinrich Engel, Malerei, Grafik. – Galerie am Boulevard, Rostock
- 1986: Heinrich Engel – Kleine Bilder. – Galerie am Boulevard, Rostock
- 2000: Heinrich Engel (1900–1988). Grafik – Malerei – Keramik. – Kulturhistorisches Museum Rostock

Ausstellungsbeteiligungen
- 1956: gesamtdeutsche Ausstellung „Deutsche Landschaft“ – Staatliche Galerie Moritzburg, Halle (Saale)
- 1959: „Zehn Jahre DDR“ – Museum für Deutsche Geschichte, Berlin
- 1969, 1972, 1974, 1979 und 1984: Bezirkskunstausstellungen Rostock